# Guiné Equatorial nos Jogos Olímpicos de Verão da Juventude de 2010
A Guiné Equatorial participou dos Jogos Olímpicos de Verão da Juventude de 2010 em Cingapura. Sua delegação contou com a participação de 21 atletas em dois esportes. A Guiné Equatorial conquistou sua primeira medalha olímpica na I edição dos Jogos da Juventude, a prata através da seleção de futebol feminino.

## Medalhistas
| Medalha | Nome | Esporte | Evento                      | Data         |
| ------- | --- | ------- | --------------------------- | ------------ |
| Prata   | Maria Angono, Rosa Mangue, Leticia Nchama Biyogo, Monica Asangono, Pilar Monojeli, Celestina Bikoro, Justina Alene, Immaculada Angue, Felicidad Avomo, Judit Ndong, Constancia Okomo, Justina Lohoso, Felicidad Nguema, Vida Fegue, Veronica Nchama, Belinda Mikue, Antonia Obiang, Dolores Nchama | Futebol | Torneio Feminino de Futebol | 24 de agosto |

## Atletismo
| Evento          | Atleta                          | Qualificação | Qualificação | Final     | Final         |
| Evento          | Atleta                          | Resultado    | Posição      | Resultado | Posição       |
| --------------- | ------------------------------- | ------------ | ------------ | --------- | ------------- |
| 200 m masculino | Antimo-Constantino Oyono Nchama | 23.39        | 22º (6º qB)  | 23.08     | 3º (Final D)  |
| 100 m feminino  | Madel Pilar Loheto Cofi         | 13.83        | 30º (7º qA)  | 13.71     | 2º (Final E)  |
| 1000 m feminino | Marina Ayene Nvo                | 3:02.64      | 15º (8º qA)  | 3:05.17   | 17º (Final A) |

## Futebol
Feminino:
| Elenco | Preliminares                        | Preliminares | Semifinais | Final                     | Pos. final       |
| Elenco | Grupo B                             | Pos.         | Semifinais | Final                     | Pos. final       |
| --- | ----------------------------------- | ------------ | ---------- | ------------------------- | ---------------- |
| Maria Angono, Rosa Mangue, Leticia Nchama Biyogo, Monica Asangono, Pilar Monojeli, Celestina Bikoro, Justina Alene, Immaculada Angue, Felicidad Avomo, Judit Ndong, Constancia Okomo, Justina Lohoso, Felicidad Nguema, Vida Fegue, Veronica Nchama, Belinda Mikue, Antonia Obiang, Dolores Nchama | Trinidad e Tobago V 3-1 Chile V 4-1 | 1º           | Irã V 4-1  | Chile D (pen) 1 (3)-1 (5) | Medalha de prata |